# كمين جولوين 2021
في 10 أغسطس 2021، تعرضت دورية لجنود أوغنديين تشكل جزءًا من بعثة الاتحاد الإفريقي إلى الصومال (أميصوم) لكمين في أرض زراعية تبعد حوالي كيلومترين ونصف عن جولوين (حوالي 100كم جنوب العاصمة مقديشو) وتعرضت الدورية للكمين الذي نصبه مسلحو حركة الشباب خلال قيامهم بدورية روتينية لتأمين طريق الإمداد الرئيسي على طول قاعدة العمليات الأمامية في بلدأمين-جولوين بمحافظة شبيلي السفلى. وأعقب الهجوم تبادل لإطلاق النار بين قوات بعثة الاتحاد الإفريقي ومسلحي حركة الشباب، استمر لعدة ساعات، وصرحت بعثة الاتحاد الإفريقي في الصومال في تغريدة على تويتر بما يلي: 
"خلال الهجوم المضاد، قُتل 7 إرهابيين وأصيب آخرون بجروح وصادرنا مجموعة متنوعة من الأسلحة". و توفي جندي أوغندي، ولم يمر وقت طويل حتى ظهرت تقارير تفيد بأن القتلى السبعة كانو من المدنيين وأنهم قتلوا على يد قوات بعثة الاتحاد الإفريقي، وأعقب ذلك حذف التغريدة.
وأكد عبد القادر محمد نور، محافظ شبيلي السفلى، في حديث إلى السكان المحليين، أن خمسة مزارعين واثنين آخرين تعطلت سيارتهم على جانب الطريق، قتلوا على يد جنود بعثة الاتحاد الإفريقي بعد الكمين الذي نصبته حركة الشباب، وأوضح عمدة المقاطعة نور عثمان راجي أنه بعد الاشتباك مع حركة الشباب، انتقلت قوات الاتحاد الإفريقي "  إلى مزرعة قريبة، وألقت القبض على مزارع مسن وأربعة من عماله، وعصبت أعينهم واقتادتهم إلى الطريق المعبدة". ثم أوقفوا مركبتين أثناء مرورهما في المنطقة، واعتقلوا السائقين وعصبوا أعينهما، واقتادوهم مع الخمسة الآخرين إلى نقطة زرعت فيها عبوة ناسفة، وأجبروا المدنيين على الجلوس على العبوة الناسفة وفجروها ليُقتل الضحايا السبعة الذين كانوا معصوبي الأعين على الفور. " وظهرت مزاعم بأن ضباط الأمن الصوماليين وشيوخ العشائر المحلية وشهود عيان آخرين شهدوا الحادث.

## التحقيق
فتحت بعثة الاتحاد الإفريقي في الصومال تحقيقا في الحادث، وعينت لجنة مكونة من سبعة أعضاء بقيادة ضابط كبير وعضوين من مفوضية الاتحاد الإفريقي في أديس أبابا، كما ضمت اللجنة مسؤولا كبيرا في الحكومة الفيدرالية الصومالية، وضابط كبير من مقر القيادة العسكرية والشرطة في بعثة الاتحاد الإفريقي، وتقرر أن يوصي المجلس بدفع تعويضات للأسر المتضررة في حالة إدانة جنود بعثة الاتحاد الإفريقي، وإضافة إلى ذلك، أكدت حكومة أوغندا أنه، انطلاقاً من روح الشفافية، إذا أثبت مجلس التحقيق أن ضباطه متورطون، فسيتم تشكيل محكمة عسكرية وعقدها في الصومال لمحاكمة المتورطين، في غضون ذلك، رفض أقارب المتوفين دفن جثثهم حتى تعترف بعثة الاتحاد الإفريقي بقتل أقاربهم.حتى منتصف سبتمبر 2021، لم تصدر أي تقارير إعلامية حول التقدم في القضية أو نتائج التحقيق الذي يجريه مجلس التحقيق.